# Fahlstreif-Zaunkönig
Der Fahlstreif-Zaunkönig (Troglodytes ochraceus) ist eine Vogelart aus der Familie der Zaunkönige (Troglodytidae), die in Costa Rica und Panama verbreitet ist. Der Bestand wird von der IUCN als nicht gefährdet (Least Concern) eingeschätzt.

## Merkmale
Der Fahlstreif-Zaunkönig erreicht eine Körperlänge von etwa 9,0 bis 10,0 cm bei einem Gewicht von ca. 8,0 bis 10,0 g. Die Zügel sind gelbbraun-braun, hinter dem Auge hat er einen markanten ockerfarbenen Augenstreif der nach hinten breiter wird und sich von den dunkleren Ohrdecken abhebt. Der Oberkopf und die Oberseite sind prächtig mittelbraun, der vordere Oberkopf etwas mehr orange, der Bürzel etwas rötlich brauner. Die Handschwingen und Armschwingen sind orangebraun und stumpf dunkelbraun gestreift, die Schirmfedern sind kräftig braun mit schwärzlich brauen Streifen. Die Steuerfedern sind matt braun, mit schwärzlich braunen Binden. Das Kinn, die Kehle und die Brust sind gelbbraun-braun, die Unterbrust und der Oberbauch gelbbraun-weiß, die Flanken und der Unterbauch dunkler gelbbraun-braun. Die Augen sind dunkelbraun, der Schnabel dunkelbraun mit blasser Basis am Unterschnabel. Die Beine sind braun. Beide Geschlechter ähneln sich. Jungtiere haben eine dunkelbraun geschuppte Unterseite, der Augenstreif ist weniger kräftig gefärbt.

## Verhalten und Ernährung
Es liegen keine gesicherten Daten zur Nahrung und zum Verhalten des Fahlstreif-Zaunkönigs vor. Sein Futter sucht er meist an moosigen Baumstämmen und in Epiphyten.

## Lautäußerungen
Der Gesang des Fahlstreif-Zaunkönigs ist ein gedämpftes Medley aus flüssigen Trällern und hohen, dünnen, undeutlichen Pfiffen. Die Laute beinhalten rollende, dünne helle piir oder piiu und tiefen, schwächen tschur-Tönen.

## Fortpflanzung
Der Fahlstreif-Zaunkönig brütet vermutlich von April bis Juni. So wurde in Costa Rica ein Nest im frühen Mai beim Fütterungsvorgang beobachtet, ein anderes würde spät im Mai gebaut. Drei Nester wurden beschrieben, doch keines konnte näher untersucht werden. Diese fanden sich in einem Loch eines abgestorbenen Astes oder in frei schwingenden Epiphyten an abgeknickten, stark überwachsen Ästen, die von Schlingpflanzen und freien Wurzeln abgestützt waren. Gemeinsame Gruppen mit ausgewachsenen Vögeln und zwei Jungtieren wurden gesichtet.

## Verbreitung und Lebensraum

Verbreitungsgebiet des Fahlstreif-Zaunkönigs (grün)

Der Fahlstreif-Zaunkönig bevorzugt feuchte Bergwälder mit Epiphyten, aber auch Gebiete mit vereinzelten Bäumen und Waldränder in abgegrasten Ländereien. Meist ist er in Höhenlagen zwischen 900 und 2450 Metern unterwegs, selten in 600 Metern oder bis zu 3000 Meter.

## Migration
Der Fahlstreif-Zaunkönig gilt als Standvogel.

## Unterarten
Es sind zwei Unterarten bekannt.
- Troglodytes ochraceus ochraceus Ridgway, 1882[3] kommt in Costa Rica und dem Westen Panamas vor.
- Troglodytes ochraceus festinus Nelson, 1912[4] ist im Osten Panamas verbreitet. Die Unterart ist kleiner, auf der Unterseite heller und größerem Schnabel.[1]

Manche Autoritäten sehen in der in den westlichen und zentralen Bergen Panamas vorkommenden Troglodytes ochraceus ligea Bangs, 1908 eine weitere Unterart. Sie wirkt matter auf der Oberseite mit kräftigerem Schnabel.

## Etymologie und Forschungsgeschichte
Die Erstbeschreibung des Fahlstreif-Zaunkönigs erfolgte 1882 durch Robert Ridgway unter dem wissenschaftlichen Namen Troglodytes (?) ochraceus. Das Typusexemplar wurde von Juan Cooper am Irazú gesammelt. Bereits 1809 führte Louis Pierre Vieillot die für die Wissenschaft neue Gattung Troglodytes ein. Dieser Name leitet sich von »trōglē, trōgō κτρωγλη, τρωγω« für »Höhle, nagen« und »-dutēs, duō -δυτης, δυω« für »tauchend, eintauchen« ab. Der Artname »ochraceus« ist lateinischen Ursprung und bedeutet »ockerfarben«. »Festinus« ist das lateinische Wort für »hastig, flink« von »festinare« für »eilen«. »Ligea« leitet sich von »ligus, ligeia λιγυς, λιγεια« für »Nachtigall, klar stimmig, süß klingend« ab. Im Lateinischen ist »ligea« eine »Baum- bzw. Waldnymphe«.